# Калліано (провінція Тренто)
Калліано (італ. Calliano, вен. Calian) — муніципалітет в Італії, у регіоні Трентіно-Альто-Адідже,  провінція Тренто.
Калліано розташоване на відстані близько 470 км на північ від Рима, 16 км на південь від Тренто.
Населення — 1776 осіб (2014).

## Демографія
Населення за роками:

Станом на 1 січня 2023 року в муніципалітеті офіційно проживали 164 іноземці з 35 країн, серед них 33 громадяни країн Євросоюзу та 4 громадяни України.

## Сусідні муніципалітети
- Безенелло
- Фольгарія
- Номі
- Роверето
- Волано